# Марта Гант
Марта Сейферт Гант (англ. Martha Seifert Hunt; нар. 27 квітня 1989, Вілсон, Північна Кароліна, США) — американська супермодель.

## Біографія
Народилася в штаті Північна Кароліна. 

## Кар'єра
В юному віці була помічена модельним агентом і запрошена на кастинг, після проходження якого поїхала до Нью-Йорка, де підписала професійний контракт з агентством «IMG Models». На високому подіумі вперше з'явилася 2007 року на показі Issey Miyake в рамках тижня високої моди в Парижі.
З 2009 року з різною періодичністю з'являється на обкладинках провідних світових модних журналів, серед яких: «Vogue», «Harper's Bazaar», «GQ», «Marie Claire» [6].
У різний час брала участь в показах брендів та модельєрів: «Givenchy», Оскар де ла Рента, Христофер Кейн, Ральф Лорен, Кароліна Еррера,, «Louis Vuitton», «Balmain», «Versace», Стелла Маккартні, «Prada», «Dolce & Gabbana», «Etro», «Marni», «Missoni», «Victoria's Secret», «Chanel», Джон Гальяно, Джейсон Ву.
У, 2014 та 2015 роках була запрошена на підсумковий показ компанії «Victoria's Secret». З 2015 року є «ангелом» Victoria's Secret.
2015 року знялася в музичному відео на пісню «Bad Blood» своєї подруги Тейлор Свіфт.